# Indium(III)-acetat

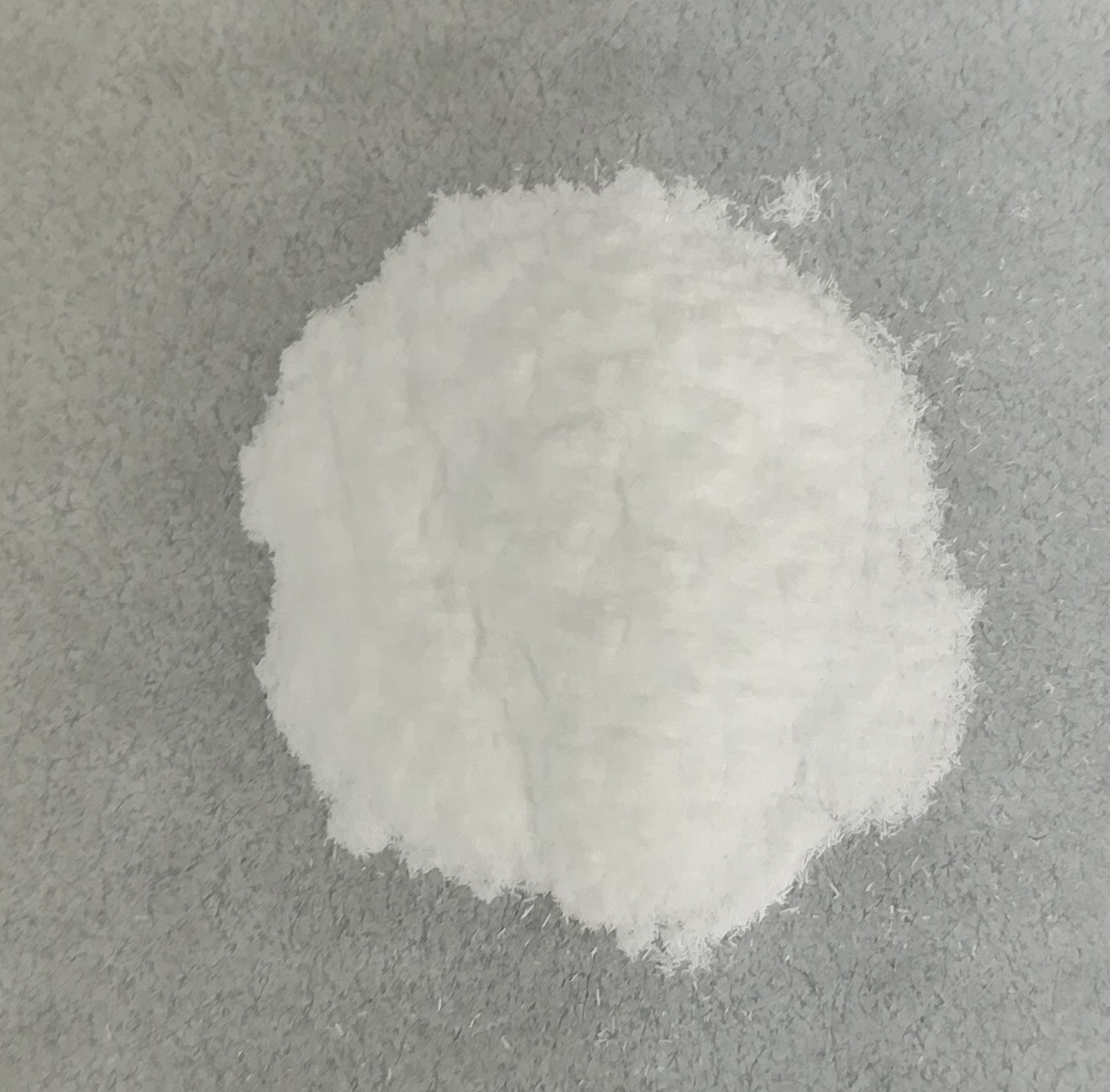
Indium(III)-acetat

Indium(III)-acetat ist eine chemische Verbindung des Indiums aus der Gruppe der Acetate.

## Gewinnung und Darstellung
Indium(III)-acetat kann durch Reaktion von Indium(III)-hydroxid mit heißer Essigsäure gewonnen werden.
Ebenfalls möglich ist die Synthese durch Auflösen von basischem Indiumcarbonat In(OH)CO3 in einer Mischung aus wasserfreier Essigsäure und Essigsäureanhydrid bei 140 °C.
Indium(III)-acetat wurde zum ersten Mal 1869 von R. E. Meyer durch Auflösung von Indium(III)-hydroxid in Essigsäure hergestellt. Später berichteten Werner Lindel und Friedo Huber über die Synthese von Indium(III)-acetat durch Reaktion von metallischem Indium oder Trimethylindium mit wasserfreier Essigsäure.

## Eigenschaften
Indium(III)-acetat ist ein weißer Feststoff, der löslich in Wasser ist und sich bei Erhitzung in Indium(III)-oxid zersetzt. Einkristalle der Verbindung verdicken sich an der Luft aufgrund von Hydrolyse. Indium(III)-acetat besitzt eine monokline Kristallstruktur mit der Raumgruppe P21 (Raumgruppen-Nr. 4).

## Verwendung
Indium(III)-acetat wird als Katalysator bei der chemischen Synthesen verwendet.